# Толокнянка обыкновенная
Толокня́нка обыкнове́нная (лат. Arctostáphylos úva-úrsi) — кустарник семейства Вересковые (Ericaceae), типовой вид рода Толокнянка.

## Название
Научное родовое название образовано от др.-греч. άρκτος — «медведь» и σταφυλή — «лоза», видовой эпитет uva-ursi — от этих же слов, но латинских (лат. uva — «виноград» и ursus — «медведь»). Русские народные названия толокнянки обыкновенной — «медвежья ягода», «медвежье ушко», «медвежьи ушки». Известны также следующие названия растения: медвежий виноград, костянка-толокнянка, толоконко, мучница, толокница, толоконка боровая.
Финские названия растения — sianmarja (в дословном переводе — «свиная ягода») и sianpuolukka («свиная брусника»).

## Ботаническое описание
Многолетний вечнозелёный стелющийся сильноветвистый кустарник с побегами длиной 100—130 см.
Стебли лежачие, ветвистые, укореняющиеся и восходящие.
Листья продолговатые, обратнояйцевидные, кожистые, суженные при основании в короткий черешок, на верхушке закруглённые, снизу — светло-зелёные, матовые, сверху — тёмно-зелёные, блестящие, с хорошо различимой сеточкой вдавленных жилок. Край листа цельный, не опушённый. Листорасположение очерёдное, жилкование сетчатое.
Соцветие — короткая верхушечная кисть, состоящая из нескольких поникших бело-розовых Цветков на коротких цветоножках. Венчик кувшинчатый с пятизубчатым отгибом, внутри — с жёсткими волосками. Пыльники тёмно-красные, с придатками, вскрываются в верху дырочками. Столбик немного короче венчика.
Формула цветка: {\displaystyle \mathrm {\ast \;Ca_{(5)}\;Co_{(5)}\;A_{5+5}\;G_{({\underline {5}})}} }. Цветёт в мае — июне.
Плод — ярко-красная ягодообразная ценокарпная костянка диаметром 6—8 мм, с мучнистой и съедобной мякотью с пятью косточками. Плоды созревают в августе — сентябре.

## Распространение и экология
Распространена в Северной Америке, Центральной и Северной Европе, на Кавказе, в Сибири, Якутии. На российском Дальнем Востоке встречается на Сахалине и в Приморском крае. Сравнительно редкий вид в Средней России, встречающийся преимущественно в нечернозёмной полосе.
Растёт в изреженных сухих сосновых и лиственных лесах, на пригорах и вырубках, приморских дюнах и каменистых осыпях. Предпочитает открытые, хорошо освещённые солнцем места и не переносит конкуренции других растений. В пределах своего ареала встречается рассеянно, куртинами.

## Химический состав
Листья толокнянки содержат фенологликозиды — арбутин (8—16 %), метил-арбутин, эриколин; свободный гидрохинон, дубильные вещества пирогалловой группы, урсоловую кислоту, флавоноиды, по структуре напоминающие кверцетин, фенолкарбоновые кислоты — галловая кислота.

## Значение и применение
Растение используется как дубильное, красильное, лекарственное.
Листья и стебли используются для дубления и окрашивания кож в серые и черные тона.
Плоды — излюбленный корм медведей и боровой дичи. Северным оленем (Rangifer tarandus) и другими сельскохозяйственными животными не поедается.
Северные народы употребляли листья вместо табака или подмешивали их к табаку.
Используется для покрытия сухих песчаных почв и каменистых горок. Толокнянка сравнительно устойчива против загорания, что имеет некоторое противопожарное значение для леса.

### Медицинское применение
В качестве лекарственного сырья используют лист толокнянки (лат. Folium Uvae ursi) и побеги толокнянки (Cormus Uvae ursi), которые заготавливают весной, до цветения, или осенью, в период полного созревания плодов. Побеги обрезают и сушат под навесами или в сушилках с хорошей вентиляцией, листья отделяют от стеблей или целиком используют молодые побеги.
Фармакологические свойства обусловлены содержанием в листьях толокнянки обыкновенной фенологликозида арбутина. При попадании в организм арбутин гидролизуется до гидрохинона, который раздражает почечную паренхиму, тем самым вызывая диуретическое действие. Благодаря содержащимся в листьях дубильным веществам, оказывают вяжущее действие на желудочно-кишечный тракт.
Листья толокнянки применяются в виде отвара как мочегонное и дезинфицирующее средство при мочекаменной болезни, цистите, уретритах. Входят в состав сборов «Бруснивер-Т», «Стопал», «Ролекрамин», мочегонных № 1 и 2, урологического сборов. Порошок листьев толокнянки используется для изготовления таблеток «Урифлорин».

## Классификация

### Таксономия
- Arctostaphylos uva-ursi (L.) Spreng., 1825, Syst. Veg. 2: 287

Вид Толокнянка обыкновенная относится к роду Толокнянка (Arctostaphylos) подсемейства Арбутовые (Arbutoideae) семейства Вересковые (Ericaceae) порядка Верескоцветные (Ericales). Таксономическая схема в соответствии с Системой APG IV по состоянию на декабрь 2023 года:
|  |                                      |  |                                   |                                   |                      |  | ещё 21 семейство | ещё 21 семейство  |                        |  |  |  | еще 5 родов                                                    | еще 5 родов                 |  |  |
|  |                                      |  |                                   |                                   |                      |  | ещё 21 семейство | ещё 21 семейство  |                        |  |  |  | еще 5 родов                                                    | еще 5 родов                 |  |  |
|  |                                      |  |                                   | порядок Верескоцветные            |                      |  |                  |                   | подсемейство Арбутовые |  |  |  |                                                                | вид Толокнянка обыкновенная |  |  |
|  |                                      |  |                                   | порядок Верескоцветные            |                      |  |                  |                   | подсемейство Арбутовые |  |  |  |                                                                | вид Толокнянка обыкновенная |  |  |
|  | отдел Цветковые, или Покрытосеменные |  |                                   |                                   | семейство Вересковые |  |                  |                   | род Толокнянка         |  |  |  |                                                                |                             |  |  |
|  | отдел Цветковые, или Покрытосеменные |  |                                   |                                   |                      |  |                  |                   |                        |  |  |  |                                                                |                             |  |  |
|  |                                      |  | ещё 63 порядка цветковых растений | ещё 63 порядка цветковых растений |                      |  |                  | ещё 8 подсемейств | ещё 8 подсемейств      |  |  |  | еще 79 подтвержденных видов и 6 видов, ожидающих подтверждения |                             |  |  |
|  |                                      |  |                                   | ещё 63 порядка цветковых растений |                      |  |                  |                   | ещё 8 подсемейств      |  |  |  |                                                                |                             |  |  |

### Подвиды
В некоторых классификациях выделяются следующие подвиды основного вида
- Arctostaphylos uva-ursi subsp. uva-ursi. Самый распространённый подвид, произрастает в арктических и субарктических районах Евразии и Америки, а также в горах более южных регионов.
- Arctostaphylos uva-ursi subsp. adenotricha. Распространён в горах Невады (США).
- Arctostaphylos uva-ursi subsp. coactilis. Распространён в прибрежных районах Северной и Центральной Калифорнии (США).
- Arctostaphylos uva-ursi subsp. cratericola. Этот подвид эндемичен для высокогорных районов Гватемалы, где произрастает на высотах 3000—4000 м над уровнем моря.

### Синонимы
- Arbutus acerba Gilib.
- Arbutus buxifolia Stokes
- Arbutus officinalis Boiss.
- Arbutus procumbens Salisb.
- Arbutus uva-ursi L.
- Arctostaphylos adenotricha (Fernald & J.F.Macbr.) Á.Löve, D.Löve & B.M.Kapoor
- Arctostaphylos alpina Payot
- Arctostaphylos angustifolia Payot
- Arctostaphylos officinalis Wimm. & Grab.
- Arctostaphylos procumbens Patze, E.Mey. & Elkan
- Arctostaphylos uva-ursi f. adenotricha (Fernald & J.F.Macbr.) P.V.Wells
- Arctostaphylos uva-ursi f. coactilis (Fernald & J.F.Macbr.) P.V.Wells
- Arctostaphylos uva-ursi f. heterochroma Fernald
- Arctostaphylos uva-ursi f. leobreweri (Roof) P.V.Wells
- Arctostaphylos uva-ursi f. longipilosa (Packer & Denford) P.V.Wells
- Arctostaphylos uva-ursi f. marinensis (Roof) P.V.Wells
- Arctostaphylos uva-ursi f. stipitata (Packer & Denford) P.V.Wells
- Arctostaphylos uva-ursi f. suborbiculata (W.Knight) P.V.Wells
- Arctostaphylos uva-ursi f. uva-ursi
- Arctostaphylos uva-ursi subsp. adenotricha (Fernald & J.F.Macbr.) Calder & Roy L.Taylor
- Arctostaphylos uva-ursi subsp. longipilosa Packer & Denford
- Arctostaphylos uva-ursi subsp. monoensis Roof
- Arctostaphylos uva-ursi subsp. stipitata Packer & Denford
- Arctostaphylos uva-ursi var. adenotricha Fernald & J.F.Macbr.
- Arctostaphylos uva-ursi var. coactilis Fernald & J.F.Macbr.
- Arctostaphylos uva-ursi var. fendleriana (Klotzsch) Eastw.
- Arctostaphylos uva-ursi var. leobreweri Roof
- Arctostaphylos uva-ursi var. marinensis Roof
- Arctostaphylos uva-ursi var. pacifica Hultén
- Arctostaphylos uva-ursi var. saxicola Roof
- Arctostaphylos uva-ursi var. stipitata (Packer & Denford) Dorn
- Arctostaphylos uva-ursi var. suborbiculata W.Knight
- Arctostaphylos uva-ursi var. uva-ursi
- Daphnidostaphylis fendleriana Klotzsch
- Mairrania uva-ursi (L.) Desv.
- Uva-ursi buxifolia (Stokes) Gray
- Uva-ursi procumbens Moench
- Uva-ursi procumbens var. adenotricha (Fernald & J.F.Macbr.) D.Löve
- Uva-ursi procumbens var. coactilis (Fernald & J.F.Macbr.) Moldenke
- Uva-ursi uva-ursi (L.) Cockrell ex Daniels